# Liste des gouverneurs du duché de Bucovine

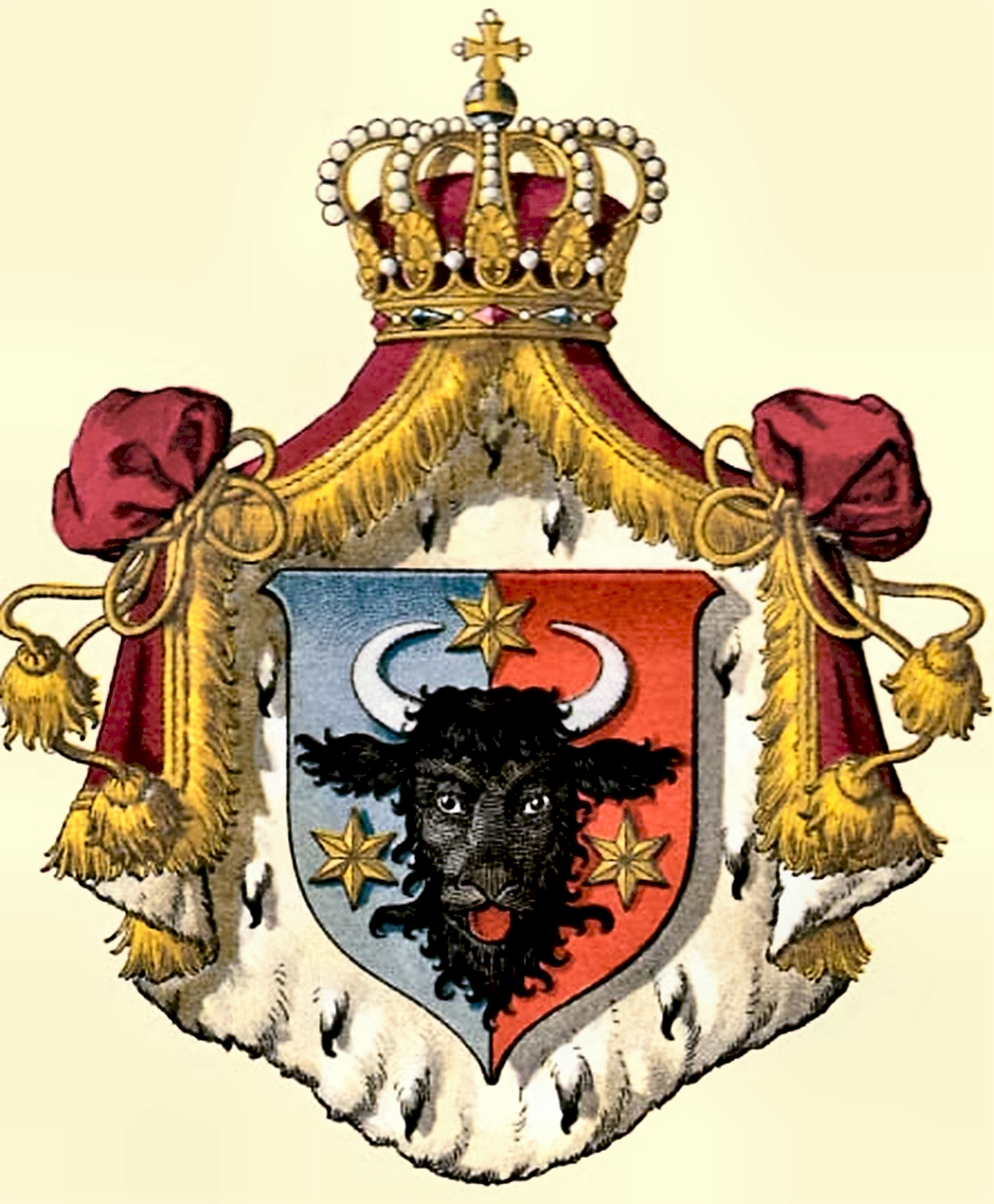
Armoiries du duché de Bucovine

Cet article dresse la liste des gouverneurs (Landespräsidenten) de la Bucovine au sein de la monarchie de Habsbourg, de l'empire d'Autriche (à partir de 1804) et de l'Autriche-Hongrie (de 1867 à 1918). Ici sont pris en compte les chefs de district (jusqu'en 1849) et les Statthalter à 1861. Le siège de l'administration se trouvait à Tchernowitz.

## L'office
Après la déclaration d'indépendance de la Bucovine vis-à-vis le royaume de Galicie, les années de 1849 à 1854 ont été une période transitoire, pendant laquelle l'ancien bureau de district fusionné progressivement dans un gouvernement d'État indépendant. Du 29 mai 1854, on peut parler d'un tel. Conformément aux dispositions de la Patente de février, la Constitution pour les pays de l'empire d'Autriche adoptée en 1861, l'empereur désigne un gouverneur (Landeschef ; en Bucovine : Landespräsident) représentant le monarque et le gouvernement impérial à Vienne à chaque terre de la Couronne autrichienne. 
Outre le gouverneur, l'empereur nomme un membre de la diète provinciale (Landtag) au poste de Landeshauptmann avec la fonction de président de l'assemblée et de son comité exécutif (Landesausschuss). 

## Gouverneurs de la Bucovine

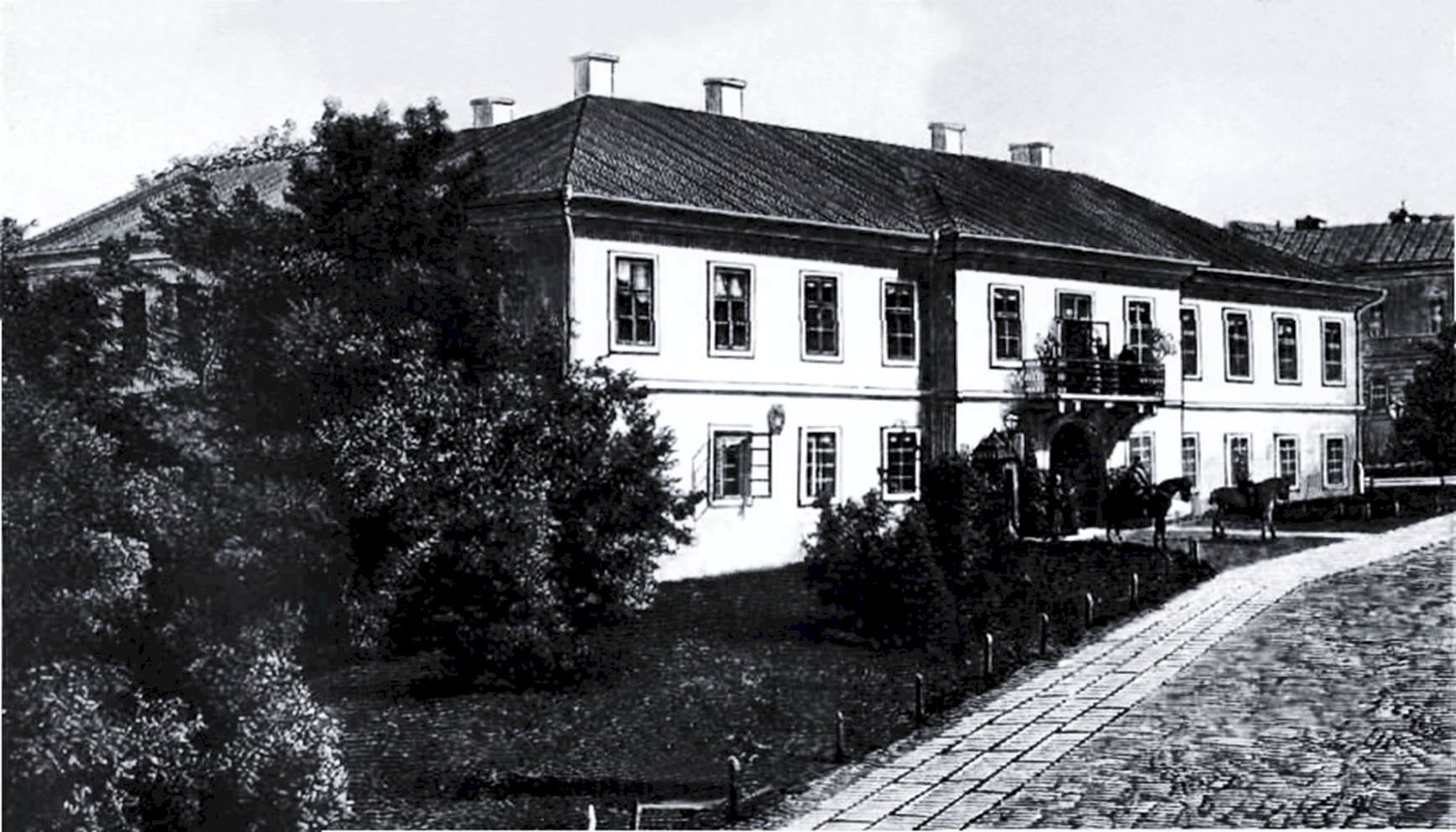
Le siège de l'ancienne administration militaire à Tchernowitz, construit vers 1780.

- Gabriel Baron Splény de Miháldy, Feldmarschall-Leutnant (1774–1778)
- Karl Freiherr von Enzenberg, Feldmarschall-Leutnant (1778–1786)

Chef de district
- Joseph von Beck (1786–1792)
- Basil Freiherr von Balsch (1792–1803)
- NN von Schreiber (1803–1805)
- NN von Mitscha (1805–1807)
- Johann von Platzer (1807–1817)
- Joseph Freiherr von Stutterheim (1817–1823)
- Johann von Melczechen (1823–1833)
- Frantz Kratter (1833–1838)
- Kasimir von Milbacher (1838–1840)
- Gheorghe Isăcescu (1840–1849)
- Eduard Ritter von Bach (1849–1849)

Statthalter
- Anton Freiherr Henniger von Seeberg (1849–1853)
- Franz Freiherr von Schmück (mars 1853 président provisoire; mai 1854–1857 premier président du pays indépendant)
- Karl Graf von Rothkirch-Panthen (1857–1860)
- Jakob Ritter von Mikuli – Chef provisoire du gouvernement de la Bucovine (1. September 1860–1. März 1861)

Landespräsident

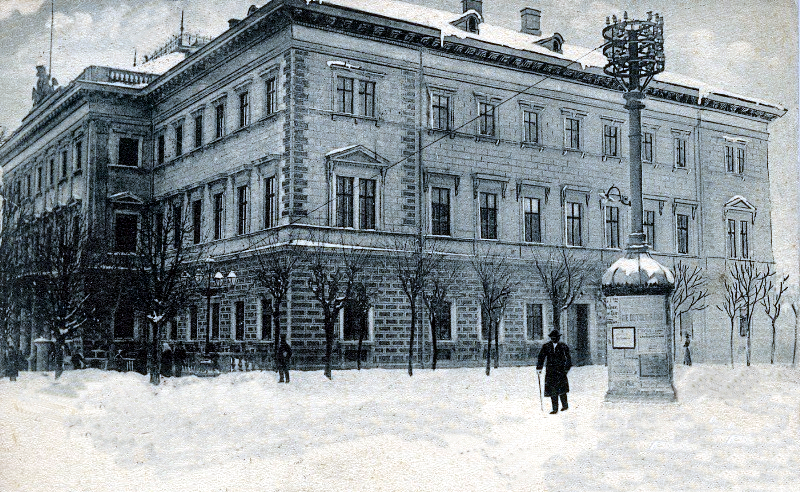
Le siège du gouvernement de la Bucovine à partir de 1873.

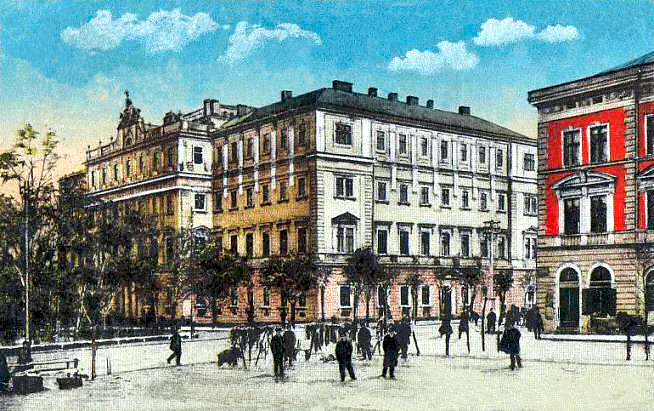
Le siège du gouvernement après l'agrandissement du bâtiment en 1905.

- Wenzel Ritter von Martina – premier président national du duché de Bucovine (mars 1861–1862)
- Rudolph Graf von Amadei (1862–1865)
- Franz Ritter Myrbach von Rheinfeld (1865–1870)
- Felix Freiherr Pino von Friedenthal (1870–1874)
- Hieronymus Freiherr von Alesani (1874–1887)
- Felix Freiherr Pino von Friedenthal (1887–1890)
- Anton Graf Pace von Friedensberg (première de 9 janvier 1891 chef du gouvernement de l'état, après gouverneur 1892)
- Franz Freiherr von Krauß (1892–1894)
- Leopold Graf von Goëss (1894–1897)
- Friedrich Freiherr Bourguignon von Baumberg (1897–1903)
- Prinz Konrad zu Hohenlohe-Schillingsfürst (1903–1904)
- Oktavian Freiherr Regner von Bleyleben (1904–1911)
- Rudolf Graf von Meran (1912–1916)
- Joseph Graf von Ezdorf (1916–1918)

Le dernier président du pays, Joseph Graf von Etzdorf, ne pouvait remplir ses fonctions, en raison de la guerre, en pratique. Il devait aussi changer en permanence son siège: Vatra Dornei, puis Cluj, Prague,  Stanislau et enfin Czernowitz.

## Galerie

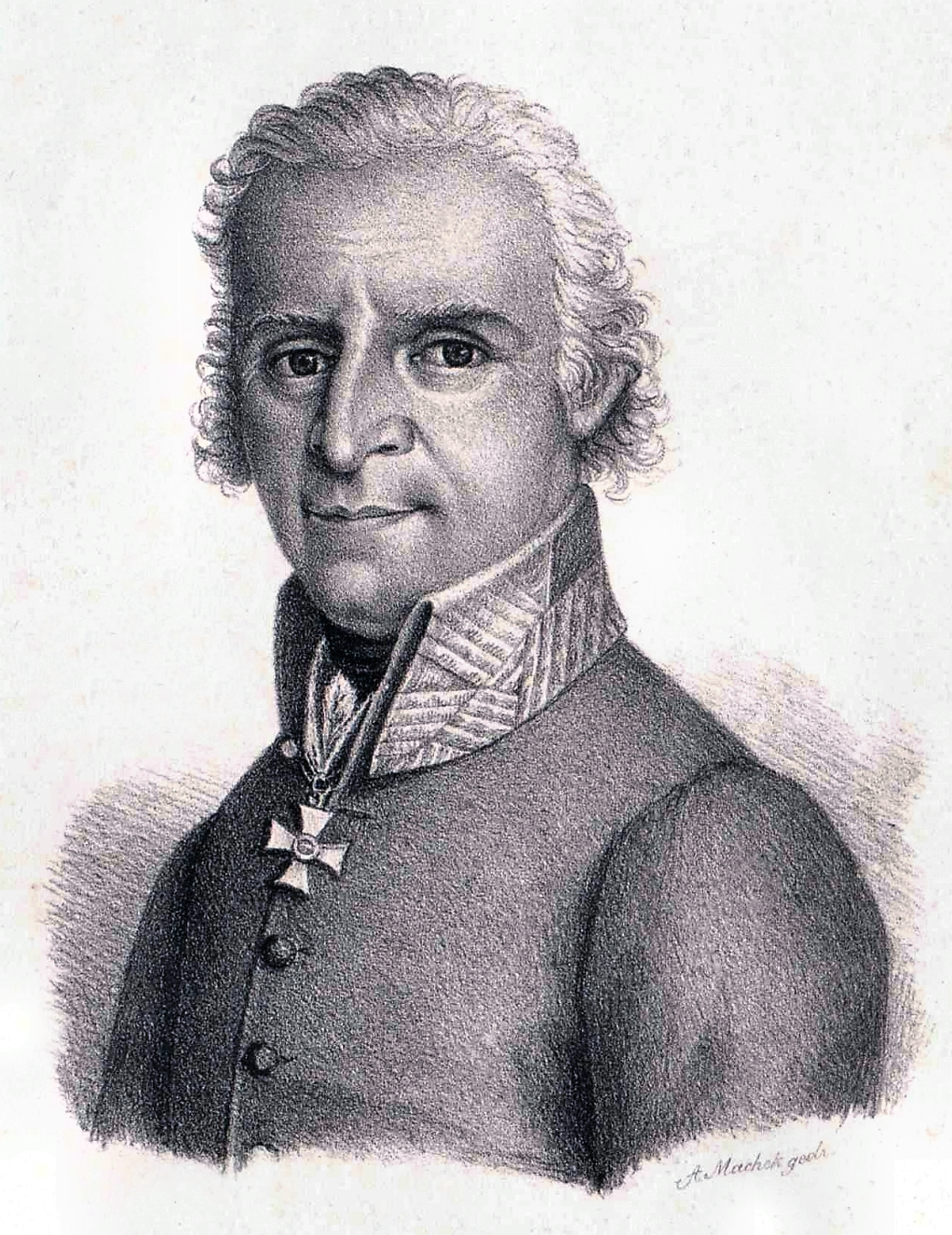
Gabriel Splény de Miháldy
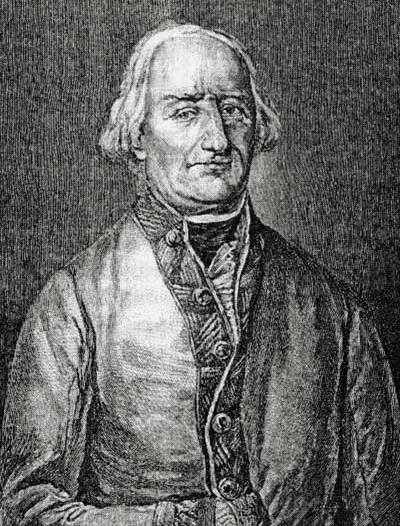
Karl von Enzenberg
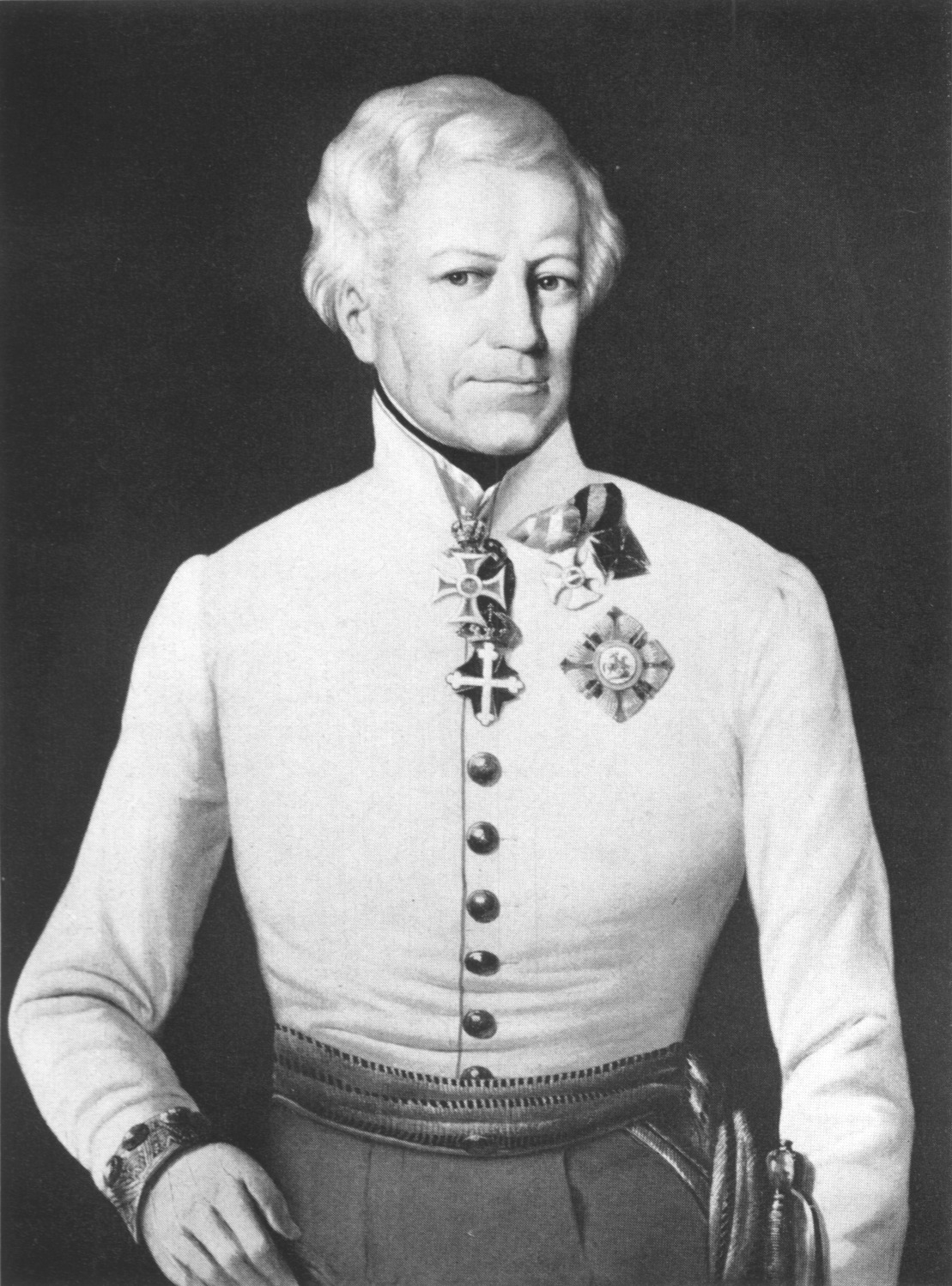
Joseph von Stutterheim
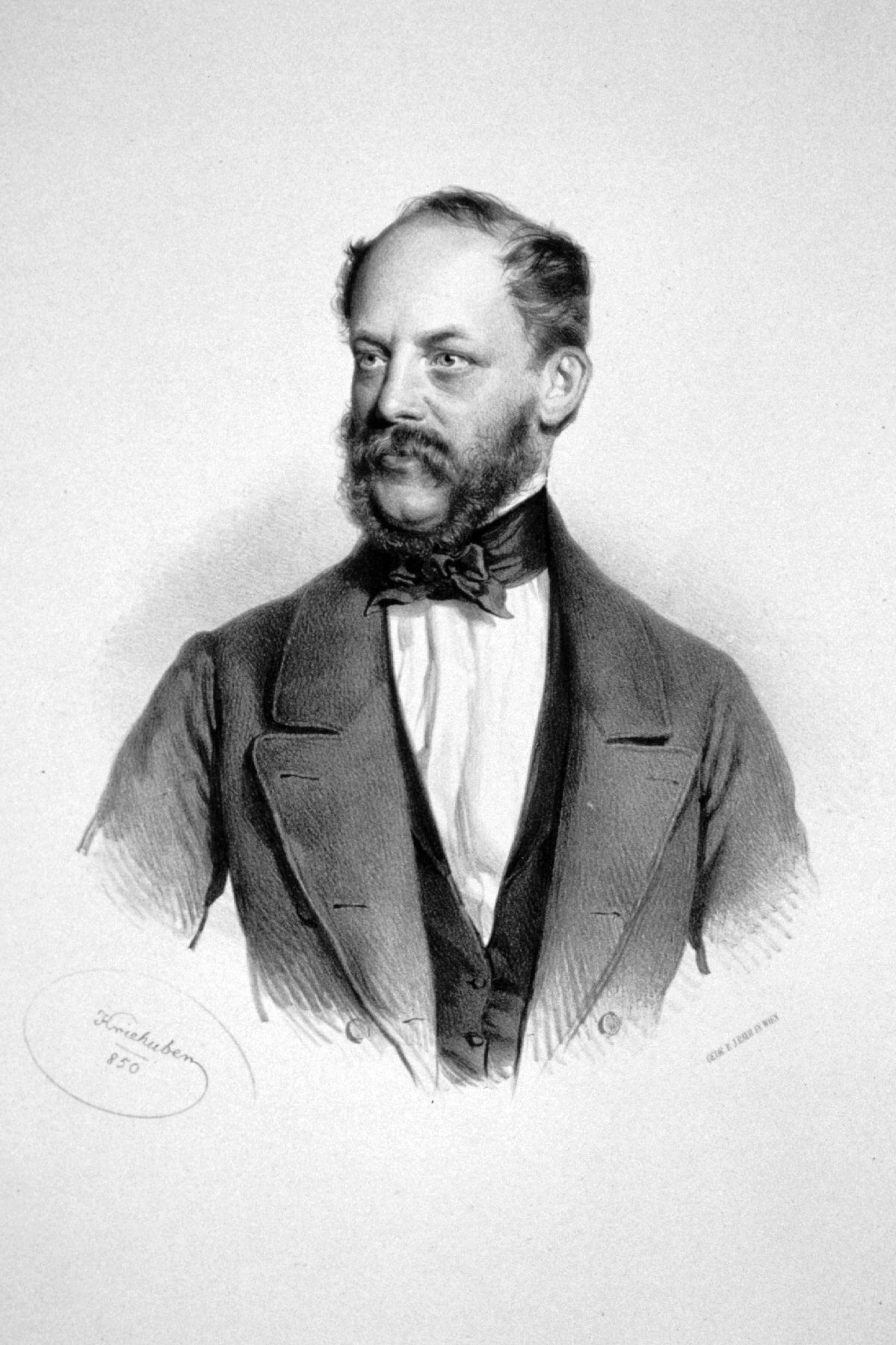
Eduard von Bach
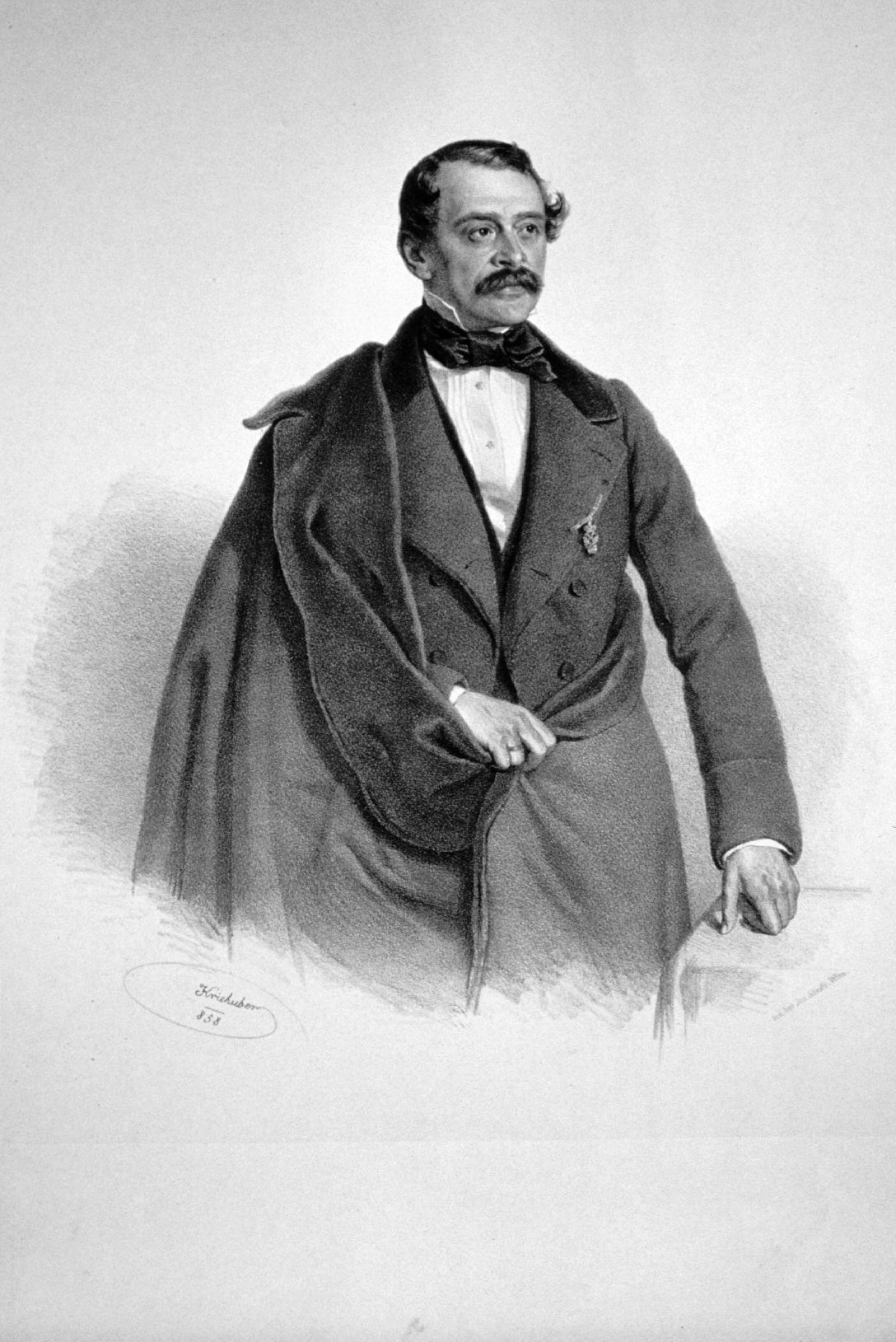
Karl von Rothkirch und Panthen
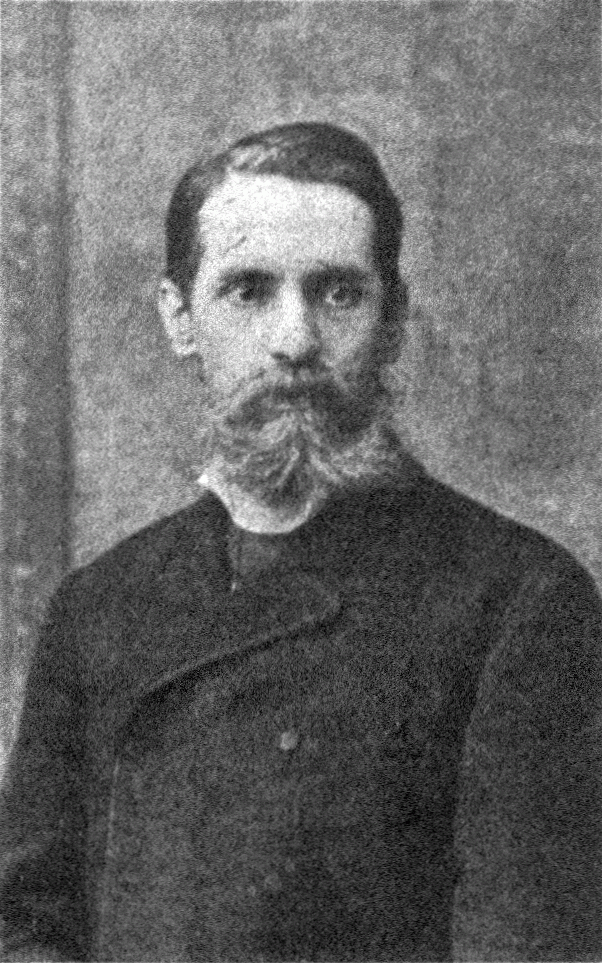
Felix Pino von Friedenthal
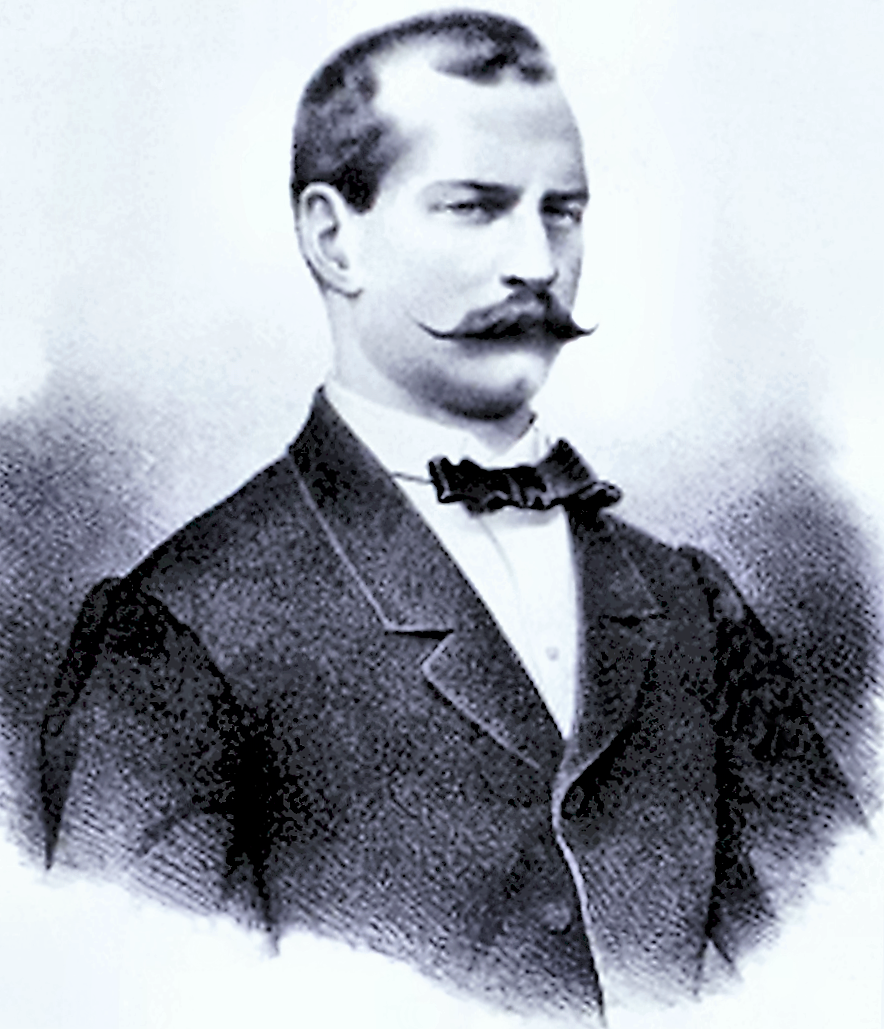
Hieronymus von Alesani
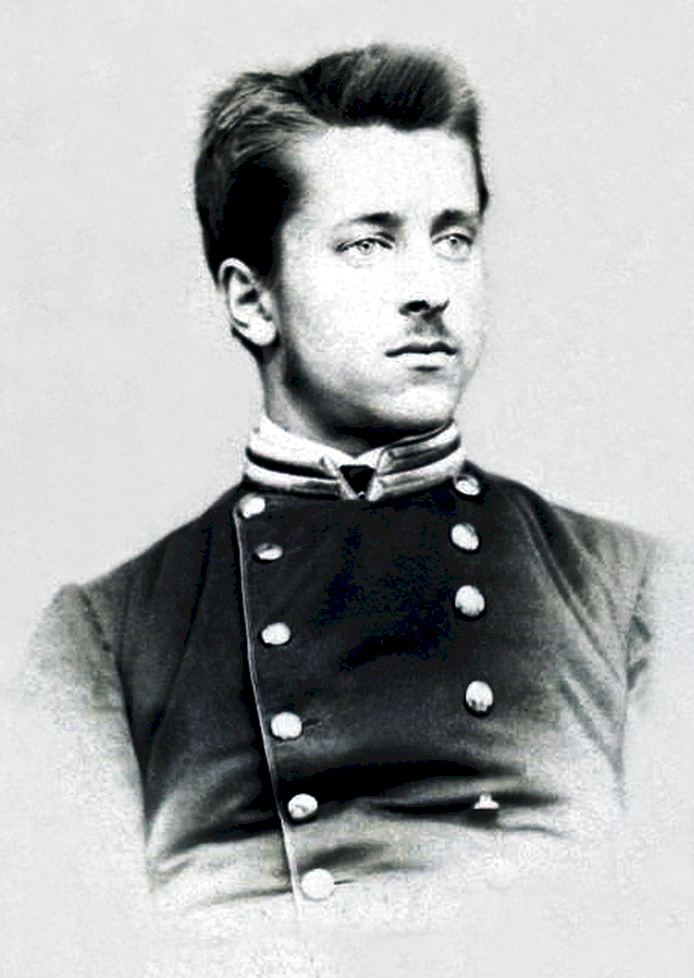
Anton Pace von Friedensberg
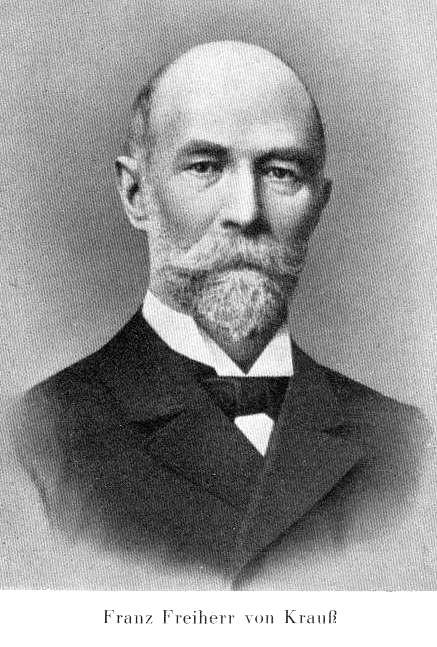
Franz von Krauß
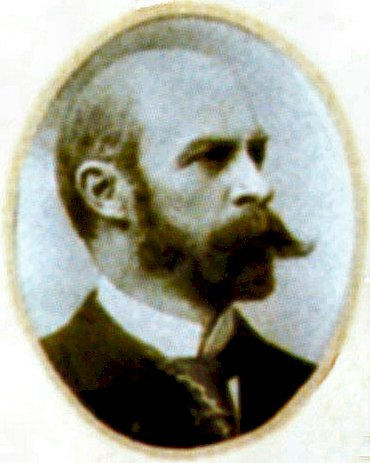
Leopold von Goess
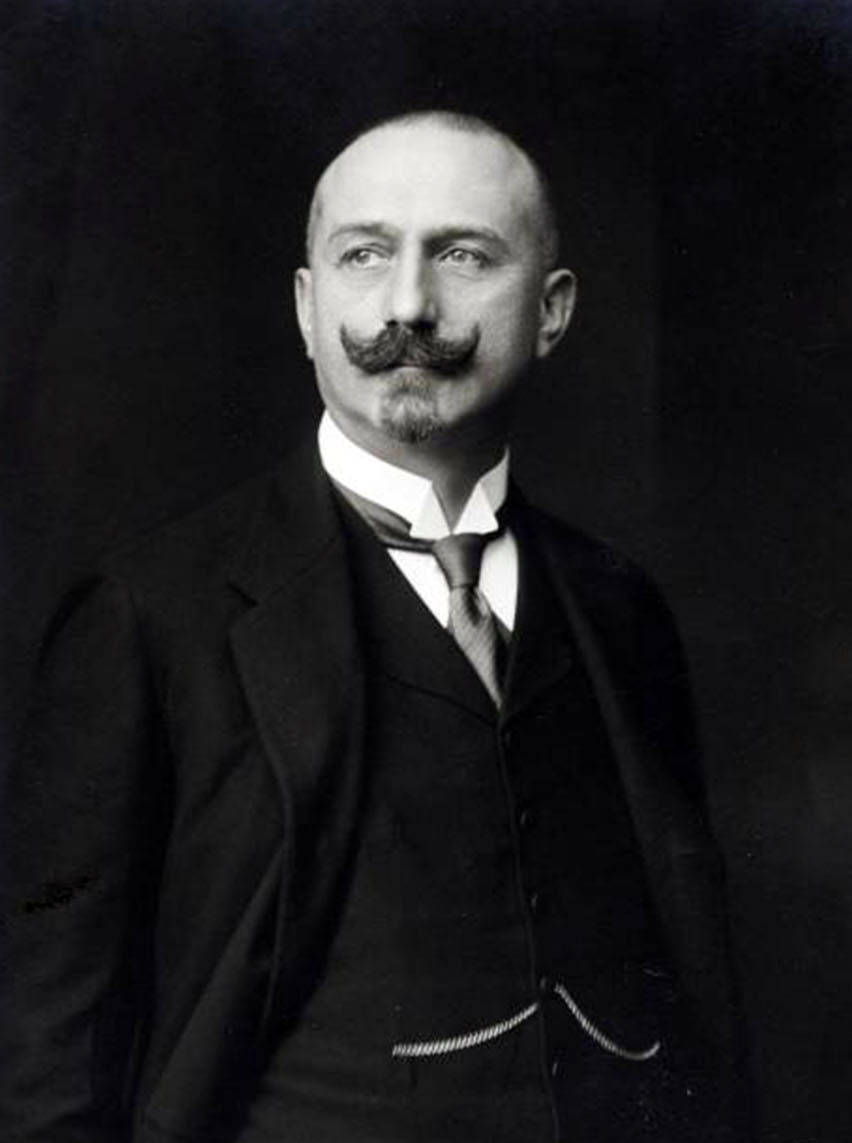
Konrad von Hohenlohe zu Schillingsfürst
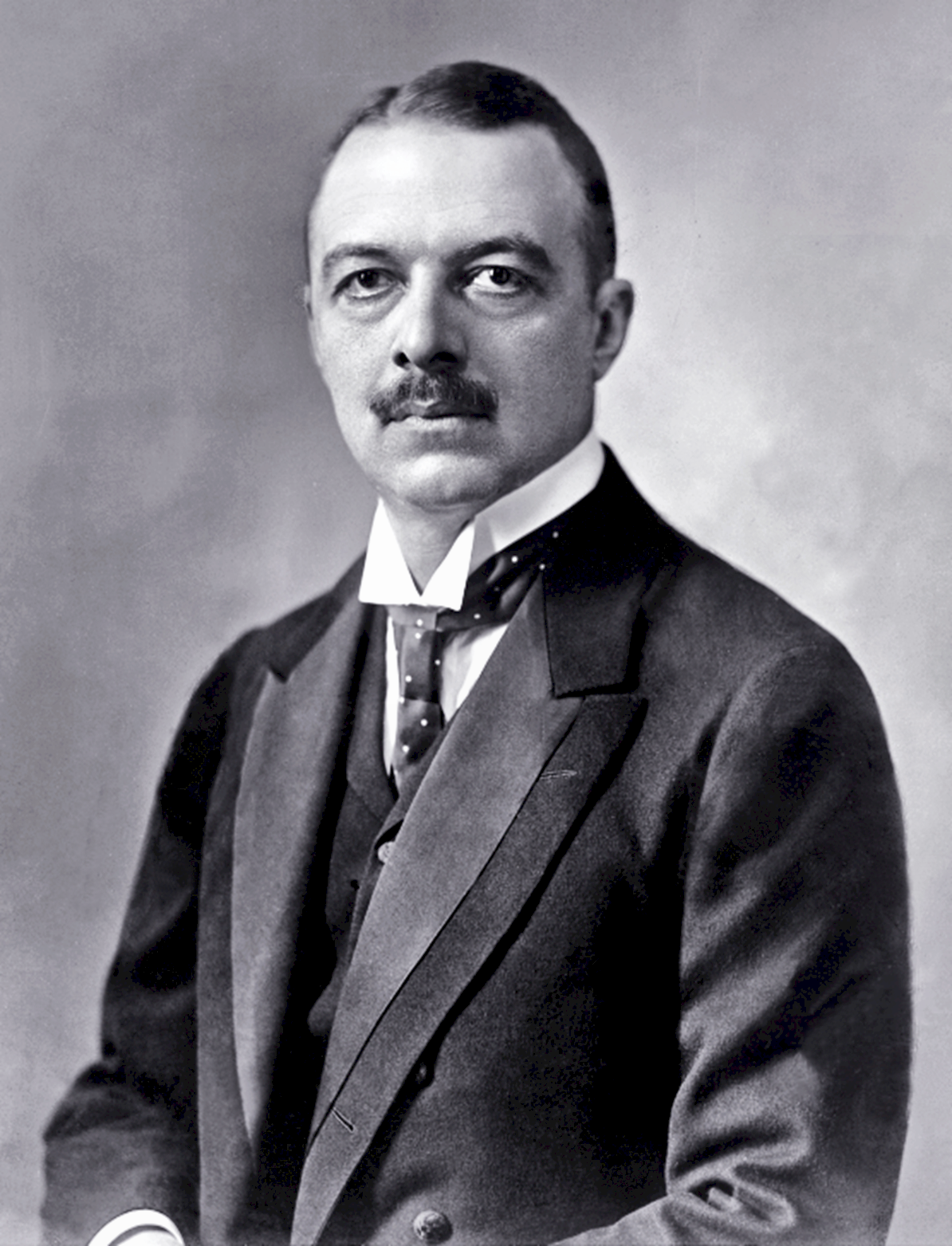
Oktavian von Bleyleben
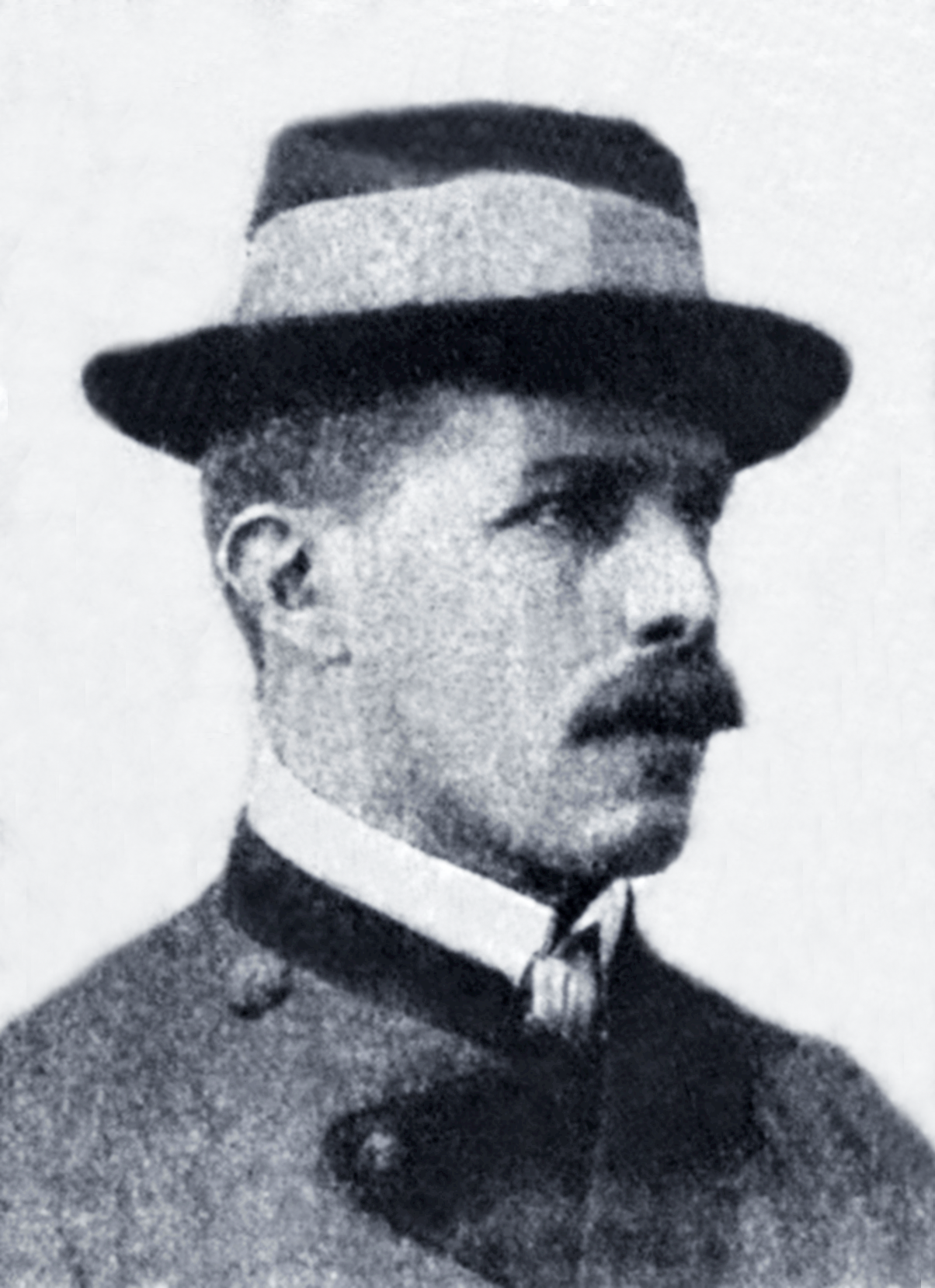
Rudolf von Meran